# Physcomitrium pygmaeum
Physcomitrium pygmaeum är en bladmossart som beskrevs av T. P. James 1871. Physcomitrium pygmaeum ingår i släktet huvmossor, och familjen Funariaceae. Inga underarter finns listade i Catalogue of Life.